# 1509
Năm 1509 là một năm trong lịch Julius.

## Sự kiện

### Tháng 11
- Lê Oanh cùng Nguyễn Văn Lang, Lương Đắc Bằng đánh chiếm Thăng Long, phế truất Lê Uy Mục.

### Tháng 12
- Lê Oanh lên ngôi vua niên hiệu Hồng Thuận.

## Mất
- 1 tháng 12: Lê Uy Mục bị xử tử.